# Somerset House
A Casa de Somerset, em inglês:  Somerset House, é um palácio situado no lado Sul da Strand, no centro de Londres, na Inglaterra. Possui vista para o rio Tâmisa, a Este da Ponte de Waterloo. O corpo central do edifício neoclássico, projecto notável do arquitecto William Chambers, data de 1776 a 1796. Foi ampliado com alas em estilo vitoriano a Sul e a Norte. Existia, no local, um edifício com o mesmo nome, mais de dois séculos antes do surgimento deste palácio.

## Início da história
No século XVI, quando os poetas ainda podiam falar do "prateado Tâmisa" sem medo do ridículo e quando ainda se encontravam salmões nas suas águas, a sua margem Norte, entre Londres e Westminster, era um sítio favorecido por mansões e pela nobreza. Em 1539, Edward Seymour, 1º Duque de Somerset, Conde de Hertford, obtém a concessão das terras em Chester Place, fora de Temple Bar, do rei Henrique VIII de Inglaterra. Quando o doentio rapaz-rei Eduardo VI subiu ao trono, em 1547, Seymour tornou-se Duque de Somerset e Lorde Protetor. Cerca de 1549 derrubou uma certa Inn of Chancery e outras casas que se erguiam no local e começou a construir ele próprio  uma verdadeiramente imponente residência, fazendo uso livre dos edificios vizinhos, incluindo alguns da capela e claustros da antiga Catedral de São Paulo, que foram demolidos por ordem de Somerset e de outros nobres dominantes, como parte da progressiva dissolução dos mosteiros. A casa por ele construida era um edificio quadrangular de dois pisos, sendo um dos primeiros exemplos da arquitectura Renascentista em Inglaterra. Não se sabe quem terá desenhado o edifício.
Mesmo antes de o edifício estar concluído, Somerset criou muitos inimigos pessoais no Conselho. Na luta pelo poder, foi derrubado em 1552, pagando o preço na Tower Hill. Somerset Place passou, então, para a posse da Coroa e foi usado pela princesa Isabel alguns anos antes de ser coroada Isabel I de Inglaterra, em 1558.

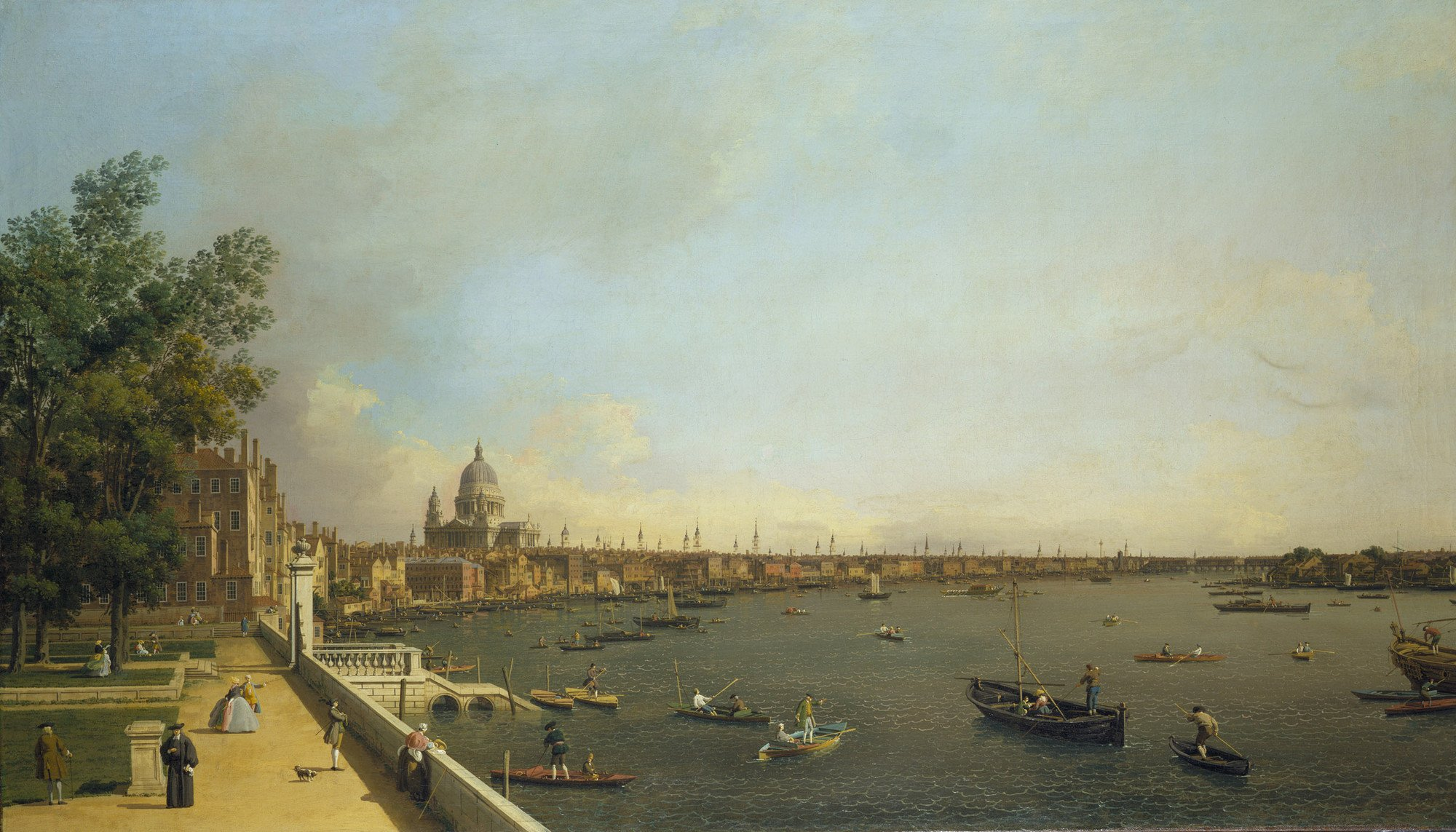
A Somerset House e o rio Tâmisa numa pintura setecentista do italiano Canaletto

Por muito tempo depois disso, serviu como um dos palácios reais. Isabel I viveu ali durante o reinado da sua irmã Maria I de Inglaterra. Foi usado como residência pelas rainhas de Jaime I, Carlos I, e Carlos II. Durante o reinado de Jaime I (também referido como Jaime VI da Escócia), o edifício tornou-se na residência londrina da sua esposa Ana da Dinamarca e renomeada como  "Denmark House" ("Casa da Dinamarca"). Esta rainha encomendou uma série de ampliações e melhoramentos, alguns desenhados por Inigo Jones. Esta expansão do edifício continuou durante o reinado de Carlos I, incluindo a então altamente controversa adição, feita pela sua esposa Henriqueta Maria, de uma capela Católica Romana (também desenhada por Jones - que um dia viria a morrer em Somerset House, em 1652).
O processo de finalização e melhoria foi lento e caro. Em 1598, Stow refere que estava "ainda inconcluído" e que os Stuarts empregaram Inigo Jones no seu embelezamento. Em particular, durante o período de 1630 a 1635, construiu-se uma capela onde Henriqueta Maria, rainha de Carlos I, pudesse exercer a sua religião Católica Romana. Esta estava ao cuidado da Ordem dos Capuchinhos e ficava situada a Sudoeste do Grande Pátio. Um pequeno cemitério foi ligado e algumas das lápides ainda podem ser vistas embutidas numa das paredes duma passagem sob o presente quadrângulo.
A ocupação real de Somerset House foi interrompida pela Guerra Civil Inglesa e em 1649 o parlamento do Reino Unido tentou vendê-lo. Não conseguiram arranjar um comprador, apesar de a venda do conteúdo ter realizado a soma muito considerável para a época de 118 000 libras estrelinas. De qualquer forma, foi encontrado um uso para o palácio. Parte dele serviu como quartel-general do exército, com Thomas Fairfax, 3º Lorde Fairfax de Cameron, General Fairfax (o parlamentar Comandante-em-chefe) a receber moradia ali; também foram providenciados alojamentos para outros parlamentares notáveis. Foi em Somerset House que o funeral de estado de Oliver Cromwell teve lugar, depois da sua morte em 1658.
Dois anos depois, com a Restauração Inglesa, Henriqueta Maria regressou e iniciou um considerável programa de reconstruções em 1661, sendo a principal realização uma magnífica fachada nova virada para o rio, novamente sob o desenho de Inigo Jones. De qualquer forma ela regressou a França em 1665, antes desta estar concluída. Foi então usada como residência oficial de Catarina de Bragança, Rainha de Carlos II. Durante o seu tempo o palácio recebeu uma certa notoriedade como sendo, na mente popular, um viveiro de conspiração católica. Titus Oates fez largo uso deste preconceito no fabrico de detalhes do "Plano Papista" e foi alegado que Sir Edmund Berry Godfrey, cujo assassinato foi um dos grandes mistérios da época, fôra morto em  Somerset House antes de o seu corpo ser lançado num canal abaixo de Primrose Hill. 
Somerset House foi remobilado por Sir Christopher Wren, em 1685. Depois da Revolução Gloriosa, em 1688, Somerset House entrou num longo período de declínio, sendo usado (depois que Catarina deixou a Inglaterra em 1692) como Residências de Graça e Favor. Nas condições da época, isso significava, quase inevitavelmente, que pouco dinheiro era dispensado na sua manutenção, e o garnde edifício rastejou para um lento processo de decadência. Durante o século XVIII, de qualquer forma, o edificio cessou a sua real associação. A frente ribeirinha, vista dos seus terraços ajardinados abertos ao público, foi pintada duas vezes por Canaletto durante a sua visita a Londres (olhando rio acima e rio abaixo). Foi usado como armazém, como residência de dignitários ultramarinos e como aquartelamento de tropas. Sofrendo de negligência, a demolição começou em 1775.

## Construção actual

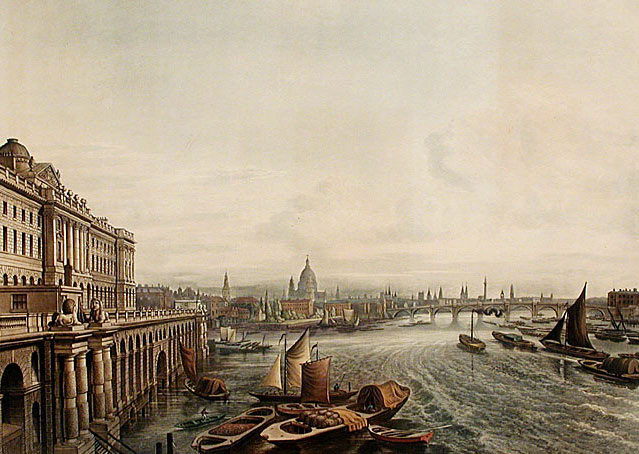
A Somerset House em 1817, mostrando como o rio Tâmisa passava originalmente pelo edifício

A partir de meados do século XVIII, foram crescendo críticas que reclamavam que Londres não tinha grandes edifícios públicos. Departamentos governamentais e sociedades de sábios estavam em pequenos e velhos edifícios lotados, por toda a cidade. O desenvolvido orgulho nacional fez comparações com as capitais continentais, causando preocupação. Edmund Burke foi o líder da proposta de projecto para um "edificio nacional" e em 1775 o Parlamento passou uma acta com o propósito de, inter alia, "erigir e estabelecer Gabinetes Públicos em Somerset House". A lista de gabinetes públicos mensionada mais tarde na acta, compreendia "O Gabinete do Sal, O Gabinete da Estampa, O Gabinete de Taxas, O Gabinete Naval,O Gabinete de Abastecimento Naval, O Gabinete de Lotaria Pública, O Gabinete dos Mascates e Vendedores Ambulantes, o Gabinete das Carruagens, O Gabinete do Supervisor Geral Das Terras da Coroa, O Gabinete dos Auditores dos Bónus, O Gabinete das Canalizações, O Gabinete do Ducado de Lancaster, O Gabinete do Ducado da Cornualha, O Gabinete de Ordenança, A Casa do Mestre de Embarcação do Rei, As Embarcações do Rei".
O arquitecto William Chambers, Supervisor-Geral dos Trabalhos e responsável por um salário de 2 000 libras para desenhar e construir o novo Somerset House, passou as últimas duas décadas da sua vida, com início em 1775, em diversas em diversas fases da actual Somerset House. Thomas Telford, então um pedreiro, mas, mais tarde, um eminente engenheiro civil, estava entre aqueles que trabalharam na construção. Um dos mais famosos pupilos de Thomas Hardwick Jr. ajudou a erguer partes do edifício durante o seu período de treino e, mais tarde, escreveu uma curta "Biografia de Chambers". Cerca de 1780, a Ala Norte, voltada para a Strand, estava completa. O seu desenho foi baseado nos esboços de Inigo Jones na fachada ribeirinha do edifício antigo. Não se sabe ao certo qual terá sido o ritmo de progresso da restante construção, mas é certo que o eclodir da guerra com a França causou atrasos devido à falta de dinheiro. Chambers morreu em 1796; depois da morte de Chambers a maior parte das construções foram concluidas por James Wyatt. De qualquer forma, sabemos que em 1801 as obras ainda continuavam; e existem indicações que em 1819 alguns trabalhos de decoração ainda precisavam de acabamentos. O edificio original (o qual ainda não incluia a "Nova Ala" e o King's College de Londres, situado entre as Alas Este e Oeste do quadrângulo, respectivamente) com um custo provável de cerca de 500 000 libras.
À época, o rio ainda não estava embancado. O Tâmisa bordejava a Ala Sul, onde três grandes arcos permitiam a entrada e ancoragem de barcos e barcaças dentro do edifício.
A nova construção era magnificente, pouco menor do que Chambers idealizara, uma vez que ele planeara alas adicionais a Este e Oeste do quadrângulo. Os custos foram o factor de inibição. O King's College foi erguido a Este (o Governo deu os terrenos com a condição de de ser desenhado e construído conforme o plano original de Chambers) por subscrição entre 1829 e 1834. Então, uma exigência de aumento de espaço levou a um outro, e último, passo. O lado Oeste do local estava ocupado por uma fila de casas, usadas como residência de almirantes que trabalhavam na Ala Sul. Entre 1851 e 1856 estas foram demolidas e erguida uma nova ala. 150 anos mais tarde esta parte do edifício ainda é, num estilo muito britânico, conhecida como a "Nova Ala". A Somerset House apresenta, actualmente, mais um aspecto de uma casa-cidade do que Chambers imaginara.
O edificio albergou diversas Sociedades Académicas, incluindo a Academia Real Inglesa, da qual Chambers foi fundador, a Royal Society e a Sociedade de Antiquários de Londres. A Universidade de Londres também teve acomodações ali. As Sociedades Académicas mantiveram presença no palácio até à década de 1870.
Somerset House teve a sua quota parte de testes e tormentos durante a Segunda Guerra Mundial. Sem contar com os relativamente secundários efeitos de várias explosões, teve dezasseis salas e a elegante escadaria rotunda (a Nelson Stair) completamente destruidas na Ala Sul, e 27 danos na Ala Oeste, por um impacto directo, em Outubro de 1940. Houve muitos vidros partidos e balaustradas tombadas, mas o pior aconteceria em Maio de 1941. 
Só na década de 1950 é que os danos da Ala Sul foram reparados. O trabalho exigiu pedreiros experientes, cujos serviços tardaram chegar nos primeiros anos do pós-guerra. Sir Albert Richardson foi nomeado arquitecto para a reconstrução. Este recreou habilmente a Nelson Room e reconstruiu a Nelson Stair. O trabalho ficou concluido em 1952 com um custo (à época) de 84 000 libras. A parte restaurada da Ala Sul foi tomada pelo Gabinete de Solicitadores e pela Divisão das "Instituições" (agora comunmente conhecida por "HR"), aumentando as acomodações existentes na Ala Oeste.

## Uso governamental
O principal departamento governamental, nos primeiros dias, foi o Almirantado, liderado pela lenda de que Horatio Nelson, 1º Visconde Nelson terá trabalhado no edifício nessa época. É quase certo que não existem fundamentos para esta história, apesar de o seu irmão mais velho, Maurice, ter estado empregado ali. Ainda existe no palácio uma sala de conferências com o nome Nelson Room, um gracioso apartamento, o qual tem uma cópia da comprovação da validade do testamento de Nelson emolduraa na parede.
Outros inquilinos do Somerset House durante a primeira metade do século XIX foram os Poor Law Commissioners e os Tithe Commissioners; em 1837 o Registo Geral de Nascimentos, Casamentos e Mortes montou o seu gabinete na Ala Norte, estabelecendo uma ligação que duraria quase 150 anos. Este gabinete guardava todas as Certidões de nascimento, Certidões de casamento e Certidões de óbito em Inglaterra e País de Gales; esses índices estão agora no Family Records Centre. 
Desde o início do novo Somerset House havia uma presença fiscal na forma do Stamp Office e  do Tax Office. Estes dois gabinetes mostraram-se mais tenazes que os outros, ajudando a formar o futuro Inland Revenue. Este departamento tornou-se no maior ocupante do edificio, apesar de a Ala Norte estar disponível para o público desde a década de 1970.
Somerset House continuou a ser usado pelo Inland Revenue depois da sua criação por uma fusão dos Gabinetes da Cunhagem e dos Impostos, em 1849. Este departamento foi, por sua vez, fundido, em 2005, com o HM Customs and Excise, continuando o seu sucessor, o HM Revenue & Customs continuado a ocupação. Varias divisões e directorias do HMRC (masi notavelmente o Gabinete de Solicitadoria) ocupam, actualmente, a Ala Este e novas alas. Em 2004 houve uma nova proposta que defendia a mudança do Tribunal Supremo do Reino Unido para a Nova Ala do palácio, mas foi tomada uma decisão para ocupar o Middlesex Guildhall em vez de Somerset House.

## Uma casa de artes e conhecimento

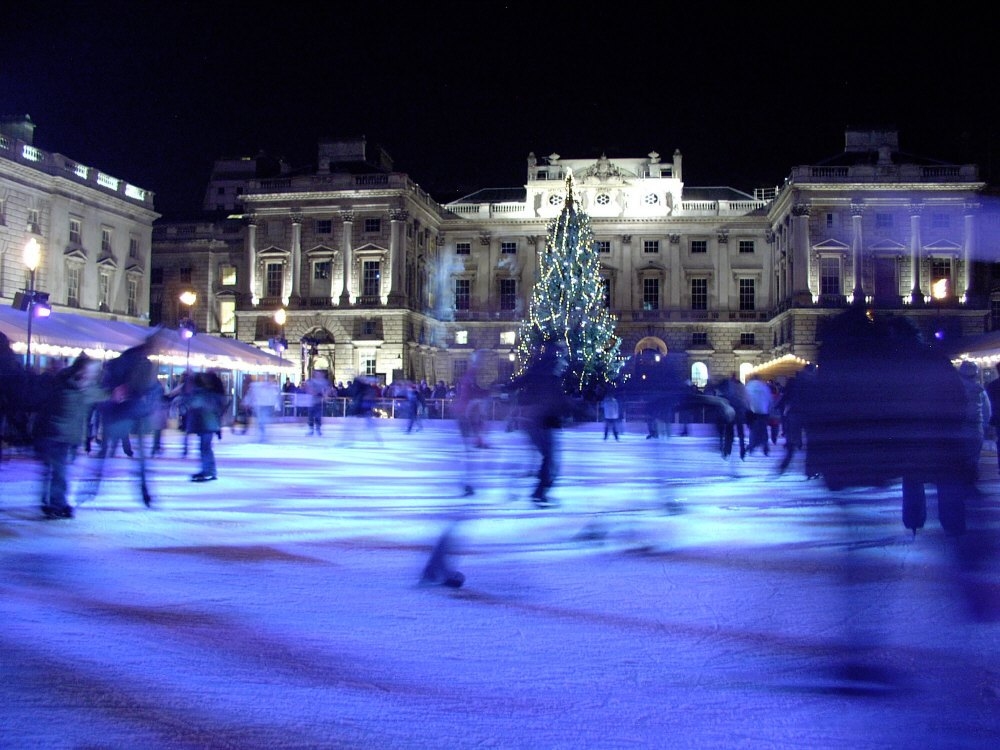
A pista de gelo na Somerset House, durante o Natal de 2004

Tal como a Royal Academy, também a Royal Society e a Society of Antiquaries estiveram acomodadas em Somerset House. Estas e a Geological Society of London mudaram-se para Burlington House, em Piccadilly, no início do século XIX.
No final do século XX, o edifício foi revigorado como centro de artes visuais. A primeira instituição a chegar foi o Courtauld Institute of Art, incluindo a Courtauld Gallery, a qual tem uma importante colecção dos velhos mestres e pinturas impressionistas. No final da década de 1990, o pátio principal deixou de ser um auto-parque civil, e o terraço principal sobre o Tâmisa foi remobilado e aberto ao público. Estas alterações foram supervisionadas pela firma de arquitectos Donald Insall & Associates. Um centro de visitantes  realiza exposições visuais sobre a história do edifício; uma loja e um café estão abertos na ala sobre o rio. A colecção de artes decorativas Gilbert Collection, e as salas Hermitage, as quais apresentam obras cedidas pelo Museu Hermitage, de São Petersburgo, mudaram-se para a mesma área. A Ala Este está amplamente ocupada pelo departamento de música do King's College de Londres.
No Inverno, o pátio central cede o espaço a um rinque de patinagem no gelo ao ar livre. No resto do ano uma fonte exibe jactos de água verticais com alturas aleatórias.
A Somerset House também foi sede do programa de ano-novo da British Broadcasting Corporation, apresentado ao vivo por Natasha Kaplinsky, que celebrou a chegada de 2006.